# Kermesidae
Kermesidae, porodica kukaca iz reda Hemiptera, čini dio velike porodice Coccoidea. Sastoji se od više rodova: Allokermes, Eriokermes, Fulbrightia, Kermes, Nanokermes, Nidularia, Olliffiella, Physeriococcus, Reynvaania.